# Haruka Funakubo
Haruka Funakubo (舟久保 遥香, Funakubo Haruka), née le 10 octobre 1998, est une judokate japonaise.

## Carrière
Haruka Funakubo est championne d'Asie des moins de 18 ans 2014 dans la catégorie des moins de 57 kg à Hong Kong. Elle remporte la médaille d'or des Championnats du monde juniors dans la catégorie des moins de 57 kg en 2015 à Abou Dabi, en 2017 à Zagreb et en 2018 à Nassau, s'imposant en finale contre la Française Sarah-Léonie Cysique.
Elle est médaillée d'or par équipes mixte aux Jeux asiatiques de 2018 à Jakarta ainsi qu'aux championnats du monde de 2021 à Budapest.
Elle est médaillée d'argent dans la catégorie des moins de 57 kg aux championnats du monde de 2022 à Tachkent et de 2023 à Doha.

## Palmarès

### Compétitions internationales
| Année | Compétition           | Lieu     | Résultat | Catégorie         |
| ----- | --------------------- | -------- | -------- | ----------------- |
| 2018  | Jeux asiatiques       | Jakarta  | 1re      | Par équipes mixte |
| 2021  | Championnats du monde | Budapest | 1re      | Par équipes mixte |
| 2022  | Championnats du monde | Tachkent | 2e       | Moins de 57 kg    |
| 2022  | Championnats du monde | Tachkent | 1re      | Par équipes mixte |
| 2023  | Championnats du monde | Doha     | 2e       | Moins de 57 kg    |
| 2023  | Championnats du monde | Doha     | 1re      | Par équipes mixte |
| 2024  | Jeux olympiques       | Paris    | 3e       | Moins de 57 kg    |
| 2024  | Jeux olympiques       | Paris    | 2e       | Par équipes mixte |

### Masters mondial, Tournois Grand Chelem et Grand Prix
| Année | Compétition     | Lieu          | Résultat | Catégorie      |
| ----- | --------------- | ------------- | -------- | -------------- |
| 2018  | Grand Prix      | Zagreb        | 3e       | Moins de 57 kg |
| 2018  | Grand Chelem    | Osaka         | 3e       | Moins de 57 kg |
| 2019  | Grand Chelem    | Ekaterinbourg | 3e       | Moins de 57 kg |
| 2021  | Grand Chelem    | Paris         | 1re      | Moins de 57 kg |
| 2022  | Grand Chelem    | Paris         | 1re      | Moins de 57 kg |
| 2022  | Grand Chelem    | Budapest      | 1re      | Moins de 57 kg |
| 2022  | Grand Chelem    | Tokyo         | 1re      | Moins de 57 kg |
| 2023  | Grand Chelem    | Paris         | 3e       | Moins de 57 kg |
| 2023  | Masters mondial | Budapest      | 3e       | Moins de 57 kg |
| 2024  | Grand Chelem    | Tachkent      | 2e       | Moins de 57 kg |
| 2024  | Grand Chelem    | Astana        | 3e       | Moins de 57 kg |